# Anaulacomera inconspicua
Anaulacomera inconspicua är en insektsart som beskrevs av Brunner von Wattenwyl 1878. Anaulacomera inconspicua ingår i släktet Anaulacomera och familjen vårtbitare. Inga underarter finns listade i Catalogue of Life.